# Bulbophyllum laetum
Bulbophyllum laetum är en orkidéart som beskrevs av Jaap J. Vermeulen. Bulbophyllum laetum ingår i släktet Bulbophyllum och familjen orkidéer. Inga underarter finns listade i Catalogue of Life.